# Listă de comitate din statul Utah
Această pagină este o listă a celor 29 de comitate din statul Utah, precum și a sediilor acestora.

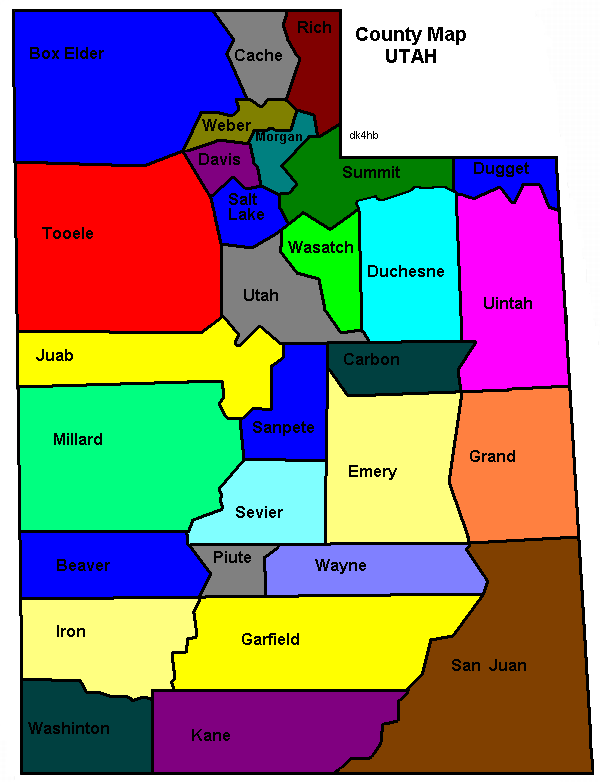
Harta statului prezentând cele 29 de comitate existente.

| Comitat    | Populație 1 iulie 2007 | Sediu          | Populație 1 iulie 2007 |
| ---------- | ---------------------- | -------------- | ---------------------- |
| Beaver     | 6.090                  | Beaver         | 2.564                  |
| Box Elder  | 47.846                 | Brigham City   | 18.544                 |
| Cache      | 108.887                | Logan          | 47.965                 |
| Carbon     | 19.634                 | Price          | 8.174                  |
| Daggett    | 927                    | Manila         | 298                    |
| Davis      | 288.146                | Farmington     | 16.548                 |
| Duchesne   | 16.216                 | Duchesne       | 1553                   |
| Emery      | 10.339                 | Castle Dale    | 1.569                  |
| Garfield   | 4.529                  | Panguitch      | 1.473                  |
| Grand      | 9.023                  | Moab           | 4.868                  |
| Iron       | 43.526                 | Parowan        | 2.631                  |
| Juab       | 9.604                  | Nephi          | 5.231                  |
| Kane       | 6.523                  | Kanab          | 3.769                  |
| Millard    | 11.949                 | Fillmore       | 2124                   |
| Morgan     | 8.357                  | Morgan         | 3.270                  |
| Piute      | 1.341                  | Junction       | 163                    |
| Rich       | 2.094                  | Randolph       | 470                    |
| Salt Lake  | 1.009.518              | Salt Lake City | 180.651                |
| San Juan   | 14.484                 | Monticello     | 1956                   |
| Sanpete    | 24.644                 | Manti          | 3.232                  |
| Sevier     | 19.702                 | Richfield      | 7119                   |
| Summit     | 35.541                 | Coalville      | 1.374                  |
| Tooele     | 54.914                 | Tooele         | 29.460                 |
| Uintah     | 29.042                 | Vernal         | 8.403                  |
| Utah       | 483.702                | Provo          | 117.592                |
| Wasatch    | 20.535                 | Heber City     | 9.715                  |
| Washington | 133.791                | Saint George   | 71.161                 |
| Wayne      | 2.520                  | Loa            | 506                    |
| Weber      | 221.846                | Ogden          | 82.702                 |